# Трилесцы
Трилесцы (укр. Трилісці) — село в Рожищенской городской общине Луцкого района Волынской области Украины.
До 2020 года входило в Рожищенский район.
Код КОАТУУ — 0724585009. Население по переписи 2001 года составляет 223 человека. Почтовый индекс — 45123. Телефонный код — 3368. Занимает площадь 0,505 км².